# 馬如周
馬如周（？—？），號怡恬，河南开封府祥符縣人。

## 生平
万历三十一年（1603年）癸卯科河南乡试举人，四十一年（1613年）癸丑科進士，吏部觀政，官山阳县知县。

## 家族
曾祖馬鳳，恩荣。祖馬鉞。父馬河圖，學正。